# Mohammed al-Kuwaykibi
Mohammed al-Kuwaykibi (arabisch محمد الكويكبي, DMG Muḥammad al-Kuwaikibī; * 2. Dezember 1994 in Sakaka) ist ein saudi-arabischer Fußballspieler.

## Karriere

### Verein
Er begann seine Karriere in der Saison 2012/13 bei al-Orobah. Zur Spielzeit 2016/17 wechselte er schließlich in die U23 von al-Ettifaq. Seit der darauffolgenden Saison läuft er für die erste Mannschaft auf.

### Nationalmannschaft
Sein Debüt in der Nationalmannschaft von Saudi-Arabien hatte er, nachdem er kurz zuvor bereits einmal im Kader stand, jedoch keine Einsatzzeit bekam, am 28. Februar 2018 bei einer 1:4-Freundschaftsspielniederlage gegen den Irak. Hier stand er in der Startelf und wurde auch im weiteren Spielverlauf nicht ausgewechselt. Nach ein paar weiteren Freundschaftsspielen kam er erst einmal nicht mehr zum Einsatz. Nachdem er einmal bereits im September 2019 bei der Qualifikation für die Weltmeisterschaft 2022 im Kader stand, bekam er dann im März und Juni 2021 noch einmal in drei Qualifikationsspielen zumindest ein paar Minuten Spielzeit.